# شعية فونكية
شعية فونكية (الاسم العلمي: Actinomyces funkei) هي نوع من البكتيريا يتبع جنس الشعية الفطرية من فصيلة شعاوية.